# 아르헨티나갈색박쥐
 아르헨티나갈색박쥐(Eptesicus furinalis)는 애기박쥐과에 속하는 박쥐의 일종이다. 남아메리카와 중앙아메리카에서 발견된다.

## 특징
작은 박쥐로 등 쪽 털은 시나몬 갈색을 띤다. 배 쪽은 거의 검은색에 가까운 짙은 갈색이다. 등 쪽 털은 한 해 동안 기후의 변화에 따라 다양한 색조를 나타낸다. 보통 9월 중순부터 3월까지는 여름철보다 약간 밝은 색을 띤다. 건장한 몸과 크고 넓은 머리, 짧고 둥근 귀를 갖고 있다. 평균적인 몸길이가 작은문둥이박쥐보다는 크지만 큰갈색박쥐보다 작기 때문에 애기박쥐과의 다른 박쥐들과 차이가 난다. 위턱 이빨 줄 길이가 평균 5.4~6.3mm로 다른 종과 다르다. 대개 암컷이 수컷보다 크기가 큰 성적 이형성이 나타난다.

## 아종
4종의 아종이 알려져 있다.
- E. f. furinalis - 브라질, 콜롬비아 남부, 페루 동부, 볼리비아, 파라과이, 아르헨티나 북부
- E. f. carteri (Davis , 1965) - 니카라과 대서양 해안, 코스타리카, 파나마
- E. f. findleyi (Williams, 1978) - 아르헨티나 북서부
- E. f. gaumeri (J. A. Allen, 1897) - 멕시코, 과테말라, 벨리즈, 온두라스, 니카라과, 엘살바도르, 코스타리카, 파나나, 콜롬비아 북부, 베네수엘라, 가이아나, 수리남, 프랑스령 기아나